# Karl Muffat
Franz Karl (Carl) Muffat (* 16. Februar 1797 in Sulzbach; † 23. April 1868 in München) war ein deutscher Architekt und Stadtplaner.
Der Münchner Stadtbaurat Muffat war der Bruder des Historikers Karl August Muffat. Das von Muffat ab 1833 geplante und 1837 in Betrieb genommene Brunnhaus auf der Kalkofeninsel in München wurde sowohl nach dem Architekten als auch nach seinem Bruder Karl August Muffat in Muffatwerk umbenannt. Ab 1893 entstand dort ein mittlerweile stillgelegtes Elektrizitätswerk, das heute kulturell genutzt wird. Die dort seit den 1990er Jahren betriebene Muffathalle ist Teil des Kulturzentrums Muffatwerk.
Das berühmteste Bauwerk des Baumeisters war jedoch die Mitte des 19. Jahrhunderts erbaute Maximilians-Getreidehalle (benannt nach Maximilian II., dem Auftraggeber des Baus) in der Nähe des Viktualienmarkts. Dieses moderne Eisen-Glas-Bauwerk galt zu seiner Zeit als technisches Meisterwerk. Die alte Schrannenhalle wurde 1914, 1927, 1932 und 1933 schrittweise demontiert und in Teilen andernorts aufgebaut. In den Jahren 2003–2005 wurde der erhaltene Teil der Halle am alten Ort in der Stadtmitte wiedererrichtet.
Karl Muffat starb 1868 im Alter von 71 Jahren in München.

## Grabstätte

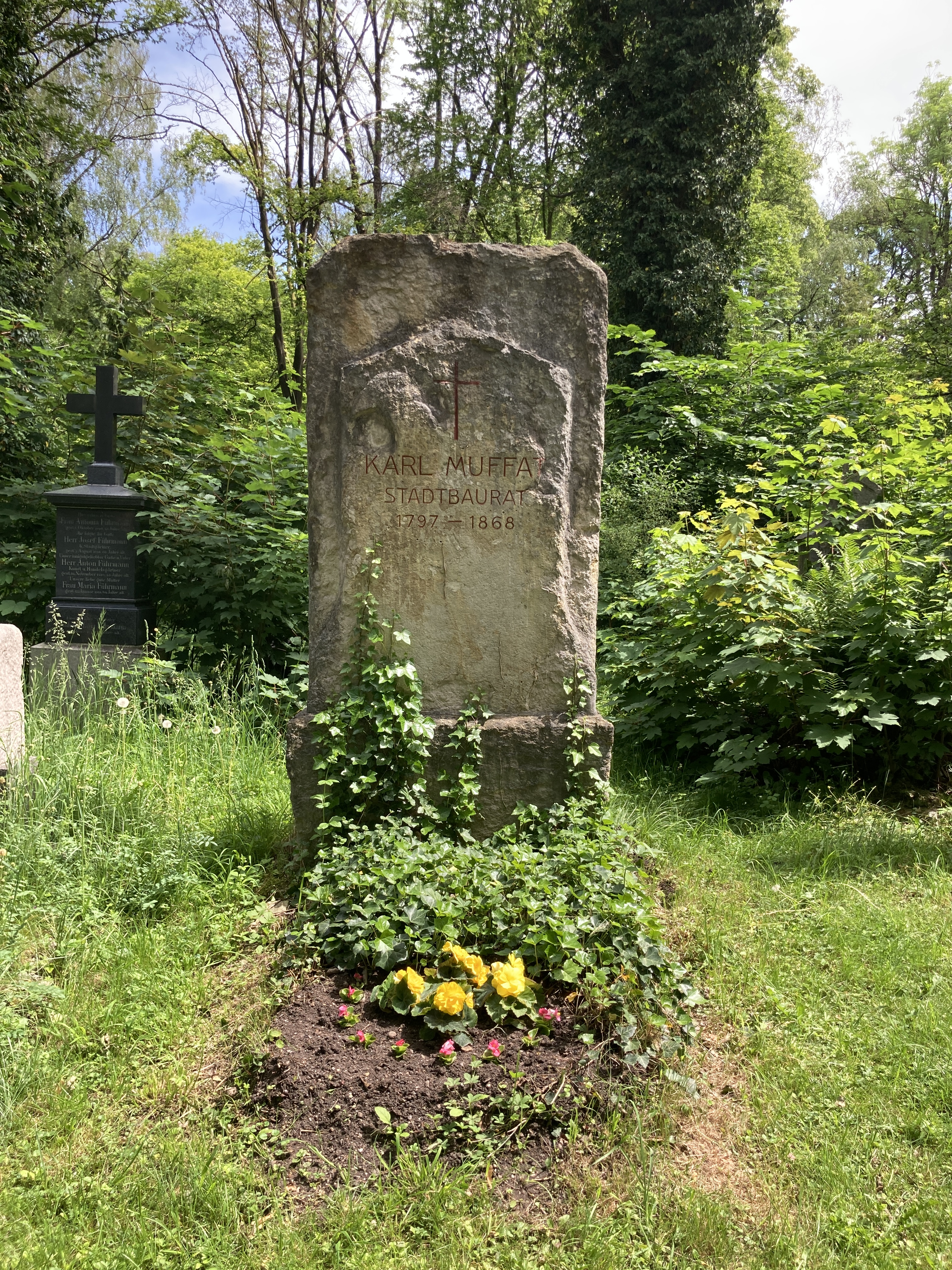
Grab der Brüder Muffat auf dem Alten Südlichen Friedhof in München

Die Grabstätte von Karl Muffat und seinem Bruder, dem Archivar Karl August Muffat befindet sich auf dem Alten Südlichen Friedhof in München (Gräberfeld 25 – Reihe 13 – Platz 8/9) Standort.

## Werke
- 1837: Muffatwerk an der Zellstraße 4 in München, 1893 durch ein neu erbautes Elektrizitätswerk ersetzt
- 1851–1853: Maximilians-Getreidehalle (Schrannenhalle) an der Blumenstraße in München
- 1854: Pläne für den gotisierenden Umbau des ehemaligen Pfündnerbaus des Heilig-Geist-Spitals Im Tal

## Namensgeber für Straße
Nach Karl August Muffat und seinem Bruder dem Architekten Karl Muffat wurde 1898 in München im Stadtteil Münchner Freiheit (Stadtbezirk 12 – Schwabing-Freimann) die Muffatstraße benannt Standort.

## Schriften (Auswahl)
- Ueber das Gewicht und den Gehalt der österreichischen Pfennige von der Mitte des dreizehnten bis zur Mitte des fünfzehnten Jahrhunderts, und der böhmischen Groschen im vierzehnten Jahrhunderte. In: Abhandlungen der Historischen Klasse der königlich bayerischen Akademie der Wissenschaften. Band 12, Abt. 1 (= Denkschriften. Band 43). 1873, ZDB-ID 209994-9, S. 73–144 (opacplus.bsb-muenchen.de).
- Heinrich von Pfolspeunt (nicht Pfolsprunt), Bruder des deutschen Ordens. Ein medizinischer Schriftsteller des fünfzehnten Jahrhunderts, aus Bayern gebürtig. In: Sitzungsberichte der königl. bayer. Akademie der Wissenschaften zu München. Band 1, 1. Mai 1869, ZDB-ID 211643-1, S. 564–570 (opacplus.bsb-muenchen.de).
- Beiträge zur Geschichte des bayerischen Münzwesens unter dem Hause Wittelsbach vom Ende des zwölften bis in das sechzehnte Jahrhundert. In: Abhandlungen der Historischen Klasse der königlich bayerischen Akademie der Wissenschaften. Band 11, Abt. 1 (= Denkschriften. Band 41). 1868, S. 201–269 (opacplus.bsb-muenchen.de).
- Geschichte der bayerischen und pfälzischen Kur seit der Mitte des dreizehnten Jahrhunderts. München 1871 (Digitalisat)

## Belege
1. ↑  Julius Fekete: Denkmalpflege und Neugotik im 19. Jahrhundert: dargestellt am Beispiel des Alten Rathauses in München, Wölfe Verlag 1981, S. 192
2. ↑  Muffat auf auermühlbach.de
3. ↑  Schiermeier/Scheungraber, Alter Südlicher Friedhof in München, Übersichtsplan, 2008, ISBN  978-3-9811425-6-3 Titel auf Verlagsseite
4. ↑  Reiner Kaltenegger, Gräber des Alten Südfriedhofs München - Inschriften · Biographien , 1. Auflage 2019, PDF-Ausgabe, S. 4561
5. ↑  Muffatstraße, auf Stadtgeschichte-Muenchen

| Personendaten    | Personendaten                       |
| ---------------- | ----------------------------------- |
| NAME             | Muffat, Karl                        |
| ALTERNATIVNAMEN  | Muffat, Franz Karl; Muffat, Carl    |
| KURZBESCHREIBUNG | deutscher Architekt und Stadtplaner |
| GEBURTSDATUM     | 16. Februar 1797                    |
| GEBURTSORT       | Sulzbach                            |
| STERBEDATUM      | 23. April 1868                      |
| STERBEORT        | München                             |